# Ночі перевертня
Ночі перевертня (ісп. Las Noches del Hombre Lobo) - іспансько-французький фільм жахів, знятий 1968 року режисером Рене Говар. Є другою частиною кінофраншизи про Вальдемара Данинського.

## Синопсис
Професор дізнається, що студент страждає на лікантропію і під видом допомоги використовує його як знаряддя помсти, керуючи ним за допомогою звукових хвиль.

## У ролях
- Пол Неші - Вальдемар Данинський
- Пітер Бомонт - Божевільний учений; Доктор Вольфенштейн
- Моніка Брейнвіль
- Беба Новак
- Хелене Вателлі

## Знімальна група
- Режисер - Рене Говар
- Сценаристи - К. Беллард, Рене Говар, Хасінто Моліна
- Продюсер - Енріке Моліна